# Microsoft Publisher
Microsoft Office Publisher — настільна видавнича система, розроблена корпорацією «Microsoft». Ця програма початкового рівня, що відрізняється від «Microsoft Office Word» тим, що акцент у ньому робиться на проектуванні розмітки сторінки, а не на оформлення та перевірку тексту. Microsoft Publisher — пропрієтарне програмне забезпечення, що входить до складу пакету Microsoft Office.
Перша версія пакета була розроблена 1991 року.

## Назва
Назва програми походить від слова «publisher», тобто програма, розрахована на випуск різноманітних публікацій.
Office Publisher містить нові та вдосконалені засоби, що допомагають ефективно створювати, настроювати і багато разів використовувати різноманітні маркетингові матеріали, адаптовані під конкретні потреби компанії.
Швидкий початок роботи при використанні бібліотеки з сотень шаблонів оформлення і пустих публікацій, включаючи інформаційні бюлетені, брошури, рекламні листівки, листівки, веб-вузли, формати поштових повідомлень і багато іншого.
Створення для всіх ділових і особистих потреб елементи фірмової символіки, які містять назву компанії, контактну інформацію та емблему.
Перед вибором шаблону можна скористатися функцією динамічного перегляду шаблонів Office Publisher із застосуванням елементів фірмової символіки, включаючи кольори, шрифти, емблему і відомості про бізнес.
Нова функція пошуку дозволяє швидко знаходити і проглядати в каталозі Publisher високоякісні шаблони Office Publisher з вебсайту Microsoft Office Online. Для прискорення пошуку шаблонів можна скористатися ефективними засобами розподілу по категоріях, перегляду, відкриття і збереження в теці «Мої шаблони». Завдяки зберіганню часто використовуваного тексту, елементів оформлення і графічних об'єктів в новому сховищі вмісту для подальшого використання в інших публікаціях досягається значна економія часу і сил.
Повторне використання створеного вмісту для інших методів публікації і розповсюдження. Наприклад, можна легко помістити вміст з багатосторінкового інформаційного бюлетеня в шаблон електронної пошти або веб-шаблон для розповсюдження в Інтернеті.
Можна вибрати одну з понад 70 створених професіоналами колірних схем або створити свою власну. Якщо потрібно використовувати кольори Pantone, їх можна вибрати безпосередньо в Office Publisher.
У панелі завдань Publisher доступна допомога по стандартних процедур Office Publisher, таким як вставка зображення, злиття стандартних листів або багаторазове використання вмісту.
Розширена можливість злиття каталогів дозволяє створювати часто оновлювані матеріали, такі як специфікації, каталоги і прейскуранти, об'єднуючи текст і зображення з бази даних.
Доступна настроювання публікацій з використанням колекції інтуїтивно зрозумілих макетів, розміток, друкарських ефектів і засобів роботи з графікою.
Вдосконалений засіб перевірки макета дозволяє завчасно виявити і виправити поширені помилки макету в матеріалах, призначених для друку, розміщення в мережі і розповсюдження електронною поштою.
Простий перегляд елементів фірмової символіки — кольору, шрифту, емблеми та відомостей про бізнес — і їх застосування до всього вмісту Office Publisher дозволяє швидше приступити до роботи.
Office Publisher містить нові засоби злиття електронної пошти, а також вдосконалені можливості злиття пошти і каталогів, завдяки яким стало простіше створювати і поширювати в друкованому вигляді або електронною поштою маркетингові матеріали, настроєні під індивідуальних одержувачів.

## Сумісність
Декілька програм можуть імпортувати власний формат файлу Publisher (.pub) для редагування з певним успіхом, зокрема Collabora Online,  LibreOffice і Scribus.  Іншим варіантом є збереження документа як окремого файлу EPS для кожної окремої сторінки публікації, а потім відкриття файлів EPS у вищезазначених або інших програмах.